# Ugia mascusalis
Ugia mascusalis är en fjärilsart som beskrevs av Walker. Ugia mascusalis ingår i släktet Ugia och familjen nattflyn. Inga underarter finns listade i Catalogue of Life.